# Ааронский, Фёдор Иванович
Фёдор Иванович Ааронский (около 1742, Хитцы — 24 августа 1825, Киев) — украинский художник, финифтяр, иконописец. С 1802 года в монашестве с именем Феодосий.

## Биография
Учился в Лаврской иконописной мастерской (у Захария Голубовского). До 1825 года работал там, возглавлял на протяжении 10 лет. Выполнял заказ Киево-Печерской лавры, других монастырей, церквей, а также частных лиц. Известные работы: портреты Екатерины I, Дмитрия Ростовского, Александра Невского, иконы «Успение Богородицы», «Ангелы-хранители», «Христос в терновом венце». После смерти Ааронського осталось 70 незаконченных портретов.